# Экономика Коста-Рики
Название страны «Коста-Рика» переводится с испанского как «богатый берег», но во времена колониальной эпохи она была беднейшей испанской колонией. Страна считается одной из самых богатых в Латинской Америке. В Коста-Рике самый высокий минимальный размер оплаты труда в Латинской Америке. С 1 января 2025 года минимальный размер оплаты труда составил от ₡367 108,56 ($724,09) в месяц для неквалифицированных рабочих до ₡784 139,52 ($1546,64) в месяц для выпускников университетов.
Ныне основой экономики служит производство и экспорт электроники (микропроцессоров и медицинских приборов), туризм, в частности экотуризм, а также производство кофе, чая, кукурузы, бананов, сахара и говядины. Иностранных инвесторов привлекает политическая стабильность страны, низкая инфляция и достаточно квалифицированная рабочая сила. Уровень жизни в Коста-Рике один из самых высоких в Латинской Америке в этом отношении Коста-Рика выгодно отличается от соседних, сильно более бедных центральноамериканских государств (кроме Панамы).

## История
В 1502 территория Коста-Рики была открыта Х. Колумбом, в 1513 году началось её завоевание и хозяйственное освоение испанскими конкистадорами (в связи с ожесточённым сопротивлением индейских племён продолжавшееся до 1560-х годов). В результате, индейское население было практически полностью уничтожено.
В 1563 году испанцами был основан город Картаго, который стал административным центром колонии.
В дальнейшем, в течение XVI века испанские поселенцы заселили Центральное плато Коста-Рики. В XVII—XVIII вв. здесь начало складываться мелкое крестьянское землевладение.
15 сентября 1821 года Коста-Рика провозгласила независимость. В 1823 году она объединилась с Гватемалой, Гондурасом, Никарагуа и Сальвадором в федерацию Соединённые провинции Центральной Америки и была присоединена к Мексиканской империи.
В XIX веке основой экономики стало плантационное земледелие, в конце 1850-х годов началось производство кофе и бананов на экспорт.
В 1870-е годы началось проникновение в страну капиталов США, в 1884 году американский предприниматель Мейгс получил концессию на строительство железных дорог, а также право беспошлинного импорта и экспорта. В 1889 году была создана компания «Юнайтед фрут», ставшая фактическим хозяином экономики страны и вплоть до 1910 года не платившая никаких налогов в бюджет Коста-Рики.
В начале 1890-х годов основой экономики являлись сельское и лесное хозяйство. В стране выращивали кофе, какао, табак, сахарный тростник, кукурузу и пшеницу. Основными экспортными товарами являлись кофе, бананы и какао. Импортировались по преимуществу промышленные товары из Британской империи, США и Германии.
После начала Первой мировой войны влияние европейского капитала на экономику Коста-Рики существенно уменьшилось, а влияние США — напротив, начало всё более возрастать.
После всеобщей забастовки в 1920 году рабочие добились введения 8-часового рабочего дня.
Мировой экономический кризис 1929—1933 годов отрицательно отразился на экономике страны, цены на кофе снизились, выросла безработица. В 1933—1934 гг. увеличилось количество забастовок на плантациях «Юнайтед фрут».
После начала Второй мировой войны, в сентябре 1939 года по инициативе США в Панаме состоялось консультативное совещание министров иностранных дел стран Американского континента, которое приняло декларацию о нейтралитете. После японского нападения на Пёрл-Харбор, 8 декабря 1941 года Коста-Рика объявила войну Японии, а 11 декабря 1941 года — Германии. Непосредственного участия в боевых действиях страна не принимала, однако правительство приняло ряд ограничительных мер против немцев, проживавших в стране и имевших сильные экономические позиции в сахарной и кофейной промышленности.
В условиях активизации общественно-политических сил в 1942 году были приняты некоторые прогрессивные мероприятия. Конституция была дополнена главой «О социальных гарантиях», которая предоставляла трудящимся право на объединение в профсоюзы, на социальное страхование, право на забастовки, устанавливала минимум зарплаты и др. В 1943 была создана Конфедерация трудящихся Коста-Рики и принят первый трудовой кодекс. Однако «новая социальная политика» вызвала резкое недовольство монополий США, весной 1948 года в стране началась гражданская война.
В 1960 году Сальвадор, Гватемала, Гондурас, Коста-Рика и Никарагуа подписали соглашение о создании организации «Центральноамериканский общий рынок» с целью ускорить экономическое развитие путём объединения материальных и финансовых ресурсов, устранения торгово-таможенных ограничений и координации экономической политики.
В 1970-е годы в связи с падением цен на кофе и ростом мировых цен на нефть в стране ухудшилось экономическое положение. В 1971 году началась крупная забастовка рабочих банановых компаний и портовиков, выдвинувших требования разрешить создавать независимые профсоюзы и повысить зарплаты. Забастовка продолжалась пять месяцев, свою солидарность c участниками выразили профсоюзы других стран Центральной Америки, Чили и Доминиканской республики. В январе 1972 года правительство Коста-Рики национализировало железную дорогу, а в 1974 году — нефтеперерабатывающий завод (ранее принадлежавшие иностранным компаниям). Также, в 1974 году Коста-Рика стала одной из стран-учредителей Союза стран-экспортёров бананов (Unión de Países Exportadores de Banano).
В 1980-х годах банановые плантации американской компании «Юнайтед Фрут» на побережье Тихого океана были закрыты, и созданы новые — на Атлантическом побережье страны.
В 1982 году (после того, как начались нелегальные разработки полезных ископаемых) недра страны были объявлены собственностью государства.
22—23 октября 1988 года ураган «Джоан» нанёс значительный урон экономике страны.
В начале 1990-х годов Коста-Рика являлась аграрной страной (в сельском хозяйстве было занято свыше 30 % экономически активного населения, оно обеспечивало 22 % ВВП страны и 80 % валютных поступлений). Промышленность (27 % ВВП и 15 % экономически активного населения) была представлена в основном мелкими предприятиями, 70 % из которых специализировались на производстве продуктов питания, текстиля, обуви и деревообработке.

## Коррупция
| 89 и выше 80—89 70—79 60—69 50—59 40—49 | 30—39 20—29 10—19 10 и меньше Нет данных |

Индекс восприятия коррупции в разных странах мира по данным Transparency International в 2022 году.

По состоянию на 2021 год Коста-Рика согласно индексу восприятия коррупции имеет один из самых низких уровень коррупции среди стран Латинской Америки и занимает 42-место в мире, сразу после Кабо-Верде и на одну позицию выше Республики Кипр.

## Сельское хозяйство
В сельском хозяйстве занято 20 % трудоспособного населения, эта отрасль дает 8,6 % ВВП. Основными экспортными культурами являются кофе и бананы, производителями которых являются в основном мелкие фермеры. Орошается 1080 км² земли. На долю бананов приходится четверть доходов от экспорта.

## Промышленность
На промышленность приходится 25 % ВВП и 22 % работающих — производство микропроцессоров, медицинское оборудование, пищевая промышленность, текстиль и одежда, строительные материалы, удобрения.

### Горнодобывающая промышленность
На Тихоокеанском побережье обнаружены запасы серы и золота.

### Обрабатывающая промышленность
До недавнего времени крупного производства в Коста-Рике не было — существовали мелкие предприятия легкой и пищевой промышленности, однако потом с притоком инвестиций появились цементные и фармацевтические предприятия, заводы по производству цемента, автомобильных шин и удобрений.

## Энергетика
В соответствии с данными UNSD и EES EAEC энергетика страны на конец 2019 года характеризуется следующими показателями. Производство органического топлива — 239 тыс. тут. Общая поставка — 3834 тыс. тут. На преобразование на электростанциях и отопительных установках израсходовано 39 тыс. тут или 1,0 % от общей поставки. Установленная мощность — нетто электростанций — 3626 МВт, в том числе: тепловые электростанции, сжигающие органическое топливо (ТЭС) — 15,2 % , возобновляемые источники энергии (ВИЭ) — 84,8 %. Производство электроэнергии-брутто — 11 508 млн. кВт∙ч, в том числе: ТЭС — 2,6 % , ВИЭ — 97,4 %. Конечное потребление электроэнергии — 10 062 млн. кВт∙ч, из которого: промышленность — 18,5 %, бытовые потребители — 38,9 %, коммерческий сектор и предприятия общего пользования — 39,1 %, сельское, лесное хозяйство и рыболовство — 3,2 %, другие потребители — 0,3 %. Показатели энергетической эффективности за 2019 год: душевое потребление валового внутреннего продукта по паритету покупательной способности (в номинальных ценах) — 21 127 долларов, душевое (валовое) потребление электроэнергии — 1983 кВт∙ч, душевое потребление электроэнергии населением — 771 кВт∙ч. Число часов использования установленной мощности-нетто электростанций — 4757 часов.

## Транспорт
Автодороги
- всего — 35 330 км, в том числе
  - с твёрдым покрытием — 8621 км
  - без твёрдого покрытия — 26 709 км

Железные дороги
- всего — 278 км

Аэропорты
- всего — 157, в том числе
- с твердым покрытием — 32
- без твердого покрытия — 125

Водный транспорт
- всего судов — 2

## Торговля
Экспорт: 7,931 млрд долларов
Статьи экспорта: бананы, кофе, сахар, медикаменты, электронное оборудование
Импорт: 10,88 млрд долларов
Статьи импорта: потребительские товары, топливо, машины

## Доходы населения
Доходы населения Коста-Рике одни из самых высоких в Латинской Америке. В Коста-Рике нет единой минимальной заработной платы для всех отраслей экономики. Она устанавливается отдельно для каждой отрасли экономики страны. В Коста-Рике самый высокий минимальный размер оплаты труда в Латинской Америке. С 1 января 2021 года минимальный размер оплаты труда составил от ₡317 915,58 ($519,51) в месяц для неквалифицированных рабочих до ₡682 607,23 ($1115,45) в месяц для выпускников университетов. С 1 января 2023 года минимальный размер оплаты труда составил от ₡352 164,91 ($608) в месяц для неквалифицированных рабочих до ₡752 220,04 ($1298,68) в месяц для выпускников университетовю С 1 января 2024 года минимальный размер оплаты труда составил от ₡358 609,5 ($697,88) в месяц для неквалифицированных рабочих до ₡765 985,67 ($1490,66) в месяц для выпускников университетов. Средний размер оплаты труда в Коста-Рике по состоянию на 2024 год составляет ₡759 095 ($1498) брутто и ₡678 100 ($1339) нетто в месяц. С 1 января 2025 года минимальный размер оплаты труда составил от ₡367 108,56 ($724,09) в месяц для неквалифицированных рабочих до ₡784 139,52 ($1546,64) в месяц для выпускников университетов.
| Минимальный размер оплаты труда с 1 января 2025 года | Минимальный размер оплаты труда с 1 января 2025 года | Минимальный размер оплаты труда с 1 января 2025 года |
| Дата                                                 | Почасовая минимальный размер оплаты труда в ₡        | Месячный минимальный размер оплаты труда в ₡         |
| ---------------------------------------------------- | ---------------------------------------------------- | ---------------------------------------------------- |
| Неквалифицированный работник                         | 12 236,95                                            |                                                      |
| Полуквалифицированный рабочий                        | 13 306,79                                            |                                                      |
| Квалифицированный работник                           | 13 713,20                                            |                                                      |
| Специализированный рабочий                           | 15 983,95                                            |                                                      |
| Неквалифицированный работник                         |                                                      | 367 108,56                                           |
| Рабочий средней квалификации                         |                                                      | 391 198,08                                           |
| Квалифицированный работник                           |                                                      | 413 023,56                                           |
| Общий квалифицированный работник                     |                                                      | 471 604,51                                           |
| Общий специалист                                     |                                                      | 432 819,26                                           |
| Высшее техническое образования                       |                                                      | 533 402,13                                           |
| Выпускник высших учебных заведений                   |                                                      | 576 094,23                                           |
| Университетские бакалавры                            |                                                      | 653 427,21                                           |
| Выпускник университета                               |                                                      | 784 139,52                                           |